# Cora Camoin
Pour les articles homonymes, voir Camoin.
Lucy Claude George Camoin dite Cora Camoin est une actrice française née le 18 mars 1930 dans le 16e arrondissement de Paris et morte le 18 février 2018 à Manosque dans les Alpes-de-Haute-Provence.

## Filmographie
- 1946 : Pétrus de Marc Allégret
- 1947 : Cœur de coq de Maurice Cloche
- 1949 : L'Héroïque Monsieur Boniface : Une jolie fille
- 1953 : Le Gang des pianos à bretelles : Cora (autres titres: Gangsters en jupons et Hold-up en musique)
- 1954 : Leguignon guérisseur : la dactylo
- 1959 : Les Dragueurs de Jean-Pierre Mocky : La bavarde à l'aérogare
- 1960 : L'Ours d'Edmond Séchan : Mme Chappuis
- 1960 : Le Pain des Jules de Jacques Séverac : Assunta

### Télévision
- 1950 : ‘’Agence Nostradamus‘’ de Claude Barma Série TV de 9 épisodes

## Théâtre
- 1954 : Mon ptit pote avec Roger Nicolas, l'Européen
- 1951 : Une nuit à Megève de Jean de Letraz, mise en scène Parisys, Théâtre Michel